# That Night in London
Pour plus de détails, voir Fiche technique et Distribution.
That Night in London est un film britannique réalisé par Rowland V. Lee, sorti en 1932.

## Fiche technique
- Titre français : That Night in London
- Réalisation : Rowland V. Lee
- Scénario : Dorothy Greenhill et Arthur Wimperis
- Pays de production : Royaume-Uni
- Format : Noir et blanc - 1,37:1 - Mono
- Date de sortie : 1932

## Distribution
- Robert Donat : Dick Warren
- Pearl Argyle : Eve Desborough
- Miles Mander : Harry Tresham
- Roy Emerton : Capitaine Paulson